# 畑明郎
畑 明郎（はた あきお、1946年 - ）は日本の環境学者。兵庫県加古川市生まれ。
「重金属汚染」、「金属産業の公害」、「土壌・地下水汚染」、「科学社会学・科学技術史」 、「環境影響評価・環境政策」 、「商学」などについての調査研究をおこなっている環境政策論の元大阪市立大学教授。2007年には久保医療文化研究所理事会特別賞を「理論的・実践的に信頼できる研究者」を理由に受賞した。中国や韓国の環境問題にも取り組んでいる。日本環境学会の会長など多くの研究会や学会の要職を務め、土壌汚染や地下水汚染に関する講演活動もおこなう。

## 略歴

### 学歴
- 1976年：京都大学大学院工学研究科・大阪市立大学商学部博士課程終了
- 1997年：大阪市立大学大学商学博士を所得

### 職歴
- 1976年：京都市役所（衛生公害研究所・環境保全室）に勤務
- 1995年：大阪市立大学商学部助教授に就任
- 1997年：大阪市立大学商学部経営学研究科教授（環境政策論）教授に就任

## 受賞歴
- 第18回久保医療文化賞の理事会特別賞を受賞

## 主要著書
- 『イタイイタイ病-発生源対策22年のあゆみ』（実教出版 1994年）
- 『琵琶湖の10年 琵琶湖一周調査からみた変貌』（実教出版 1995年）
- 『金属産業の技術と公害』（アグネ技術センター 1997年）
- 『公害環境法理論の新たな展開』 （日本評論社 、1997年 ）
- 『ファクター10-エコ効率革命を実現する』 （1997年）
- 『環境大事典』（工業調査会 、1998年）
- 『土壌・地下水汚染』（有斐閣 2001年）
- 『拡大する土壌、地下水汚染』（世界思想社 2004年）
- 『 公害湮滅の構造と環境問題』（世界思想社 2007年）
- 『アジアの土壌汚染』（世界思想社　2008年）

2016年）
- 『公害・環境問題と東電福島原発事故』（本の泉社　2016年）

## 所属学会等
- 日本環境学会（会長）
- 日本環境会議（理事）
- 環境経済・政策学会
- 京都大学環境衛生工学研究会
- 大阪市立大学経営学会
- 水資源・環境学会
- 日本科学者会議公害環境問題研究委員会（委員長）
- びわ湖の水と環境を守る会（代表委員）